# Зубкова, Людмила Георгиевна
Людмила Георгиевна Зубкова (11 июня 1939, Новосибирск — 13 сентября 2021, Москва) — советский и российский лингвист, специалист в области теории языка, фонетики и фонологии. Доктор филологических наук (1979).

## Биография
Родилась в 1939 году в Новосибирске. Бывший несовершеннолетний узник  фашизма (1941—1945).
В 1960 году окончила с отличием русское отделение филологического факультета МГУ им. М. В. Ломоносова, в 1966 году закончила аспирантуру по кафедре фонетики филологического факультета ЛГУ. В ЛГУ в 1967 году защитила кандидатскую диссертацию «Вокализм индонезийского языка (Экспериментально-фонетическое исследование)» под научным руководством профессора М. И. Матусевич, ученицы Л. В. Щербы. В 1979 году защитила докторскую диссертацию «Сегментная организация простого слова в языках различных типов».
С 1960 по 2002 год работала в Университете дружбы народов, сначала в должности преподавателя, с 1969 года — в должности доцента кафедры русского языка, с 1980 по 2002 год — в должности профессора кафедры общего и русского языкознания. Преподавала русский язык, читала курсы лекций по общему и русскому языкознанию в  Индонезии,  Австрии,  Англии,  Италии, США.
Л.Г. Зубкова является автором публикаций по  общему и частному языкознанию в том числе по теории языка и  истории лингвистических учений, различным аспектам  фонетики и  грамматики, проблемам  типологии. Основное направление исследований Л.Г. Зубковой — изучение связей между  планом выражения и планом содержания в языках различных типов. 
В 2019 году в  издательстве ЯСК вышла в свет автобиографическая книга "Мир и война в жизни нашей семьи", написанная Георгием Георгиевичем Зубковым, Верой Петровной Зубковой (урожд. Рыковой) и их дочерьми Ниной и Людмилой. В книге воссоздается противоречивая и сложная судьба трех поколений. В довоенные годы члены семьи были не только активными строителями новых отношений на селе в ходе  коллективизации,  индустриализации и  культурной революции, но и несправедливыми жертвами  раскулачивания и  репрессий вследствие клеветнических  доносов. Во время  Великой Отечественной войны все четверо стали узниками фашизма с 22 июня 1941 год по 8 марта 1945 год и чудом не погибли не только в фашистских застенках, но и по пути на Родину. В послевоенный период вплоть до наших дней пришлось пережить все тяготы как быстро преодоленной послевоенной разрухи, так и чудовищного уничтожения Советского Союза, которое до сих пор продолжает давать о себе знать.

## Основные труды

### Книги
- Зубкова Л. Г. Фонетическая реализация консонантных противоположений в русском языке. - М.: РУДН, 1974.
- Зубкова Л. Г. Сегментная организация слова. - М.: РУДН, 1977.
- Зубкова Л.Г. Части речи в фонетическом и морфологическом освещении. - М.: Изд-во РУДН, 1984.
- Зубкова Л.Г. Лингвистические учения конца XVIII - начала XX в.: развитие общей теории языка в системных концепциях. - М.: РУДН, 1989.
- Зубкова Л. Г. Фонологическая типология слова. - М.: РУДН, 1990.
- Зубкова Л. Г. Из истории языкознания: общая теория языка в аспектирующих концепциях. - М.: РУДН, 1992.
- Зубкова Л. Г. Язык как форма. Теория и история языкознания. - М.: РУДН, 1999.
- Зубкова Л. Г. Общая теория языка в развитии. - М.: РУДН, 2002.
- Зубкова Л. Г. Язык как форма : Теория и история языкознания. - М.: РУДН, 2003.
- Современный русский язык. Фонетика. Лексикология. Словообразование. Морфология. Синтаксис: учебник для вузов / Л. А. Новиков, Л. Г. Зубкова, В. В. Иванов и др.; ред. Л. А. Новиков. - 4-е изд., стер. - СПб.: Лань, 2003.
- Зубкова Л. Г. Принцип знака в системе языка. - М.: Языки славянских культур, 2010.
- Зубкова Л. Г. Эволюция представлений о Языке. - М.: Языки славянских культур, 2015.
- Зубкова Л. Г. Теория языка в ее развитии: от натуроцентризма к логоцентризму через синтез к лингвоцентризму и к новому синтезу. - М.: ЯСК, 2016.
- Зубков Г. Г., Зубкова В. П., Зубкова Л. Г., Зубкова Н. Г. Мир и война в жизни нашей семьи. - М.: ЯСК, 2019.